# Chiloscyphus grolleanus
Chiloscyphus grolleanus är en bladmossart som först beskrevs av Vána, och fick sitt nu gällande namn av Hentschel et Heinrichs. Chiloscyphus grolleanus ingår i släktet blekmossor, och familjen Lophocoleaceae. Inga underarter finns listade i Catalogue of Life.